# Robert Festinger
Robert Festinger, detto Rob (...), è uno sceneggiatore statunitense.
Nel 2002 è stato candidato all'Oscar alla migliore sceneggiatura non originale per In the Bedroom.

## Biografia
Ha studiato cinema all'università di New York. Ha cominciato come lettore di copioni alla HBO Films, dov'è entrato in contatto con le opere dello scrittore Andre Dubus, adattandone il racconto breve Killings (1979) in una sceneggiatura. Lo stesso racconto ha attirato l'attenzione del regista Todd Field, che ha messo mano alla sua sceneggiatura e nel 2001 ne ha tratto il film In the Bedroom, con Sissy Spacek, Tom Wilkinson e Marisa Tomei. Festinger e Field hanno ricevuto diversi riconoscimenti per il film, tra cui spicca una candidatura all'Oscar alla migliore sceneggiatura non originale.
Festinger è sposato con la montatrice italiana Lucia Zucchetti, con cui ha una figlia.

## Filmografia
- In the Bedroom, regia di Todd Field (2001)
- Trust, regia di David Schwimmer (2010)
- The Procession, episodio di Stars in Shorts, regia di Robert Festinger (2012)
- Appuntamento al parco (Hampstead), regia di Joel Hopkins (2017)

## Premi e riconoscimenti
- Premio Oscar[3]
  - 2002 - Candidato alla miglior sceneggiatura non originale per In the Bedroom
- Independent Spirit Awards[3]
  - 2002 - Candidato alla miglior sceneggiatura per In the Bedroom
- National Board of Review Awards[3]
  - 2001 - Miglior sceneggiatura per In the Bedroom
- Satellite Awards[3]
  - 2001 - Miglior sceneggiatura non originale per In the Bedroom